# 153 a.C.

## Eventos
- Tito Ânio Lusco e Quinto Fúlvio Nobilior, cônsules romanos.
- Irrompe a Segunda Guerra Celtibera, sob o comando de Fúlvio Nobilior.
- Terceiro ano da Guerra Lusitana na Península Ibérica.
  - O pretor Lúcio Múmio Acaico vence os lusitanos e comemora um triunfo.
- 1 de Janeiro — Pela primeira vez, os cônsules romanos começam seu ano no cargo em 1 de janeiro.